# Stratygrafia archeologiczna
Stratygrafia archeologiczna – badanie stratyfikacji archeologicznej. Dotyczy ono relacji sekwencyjnych i chronologicznych pomiędzy warstwami i stykami obiektowymi wraz z ich formą topograficzną, składem pedologicznym, szczątkami pochodzenia ludzkiego i innymi zawartymi w warstwach oraz interpretacją ich pochodzenia i określeniem miejsca w dziejach człowieka.